# 索羅巴索
索羅巴索（法語：Sorobasso），是馬里的城鎮，位於該國南部，由錫卡索區的庫蒂亞拉省負責管轄，面積133平方公里，海拔高度299米，2009年人口4,884，人口密度每平方公里37人。